# Kriegerdenkmal Nedissen
Das Kriegerdenkmal Nedissen ist ein denkmalgeschütztes Kriegerdenkmal in der Ortschaft Nedissen des Ortsteils Wittgendorf der Gemeinde Schnaudertal in Sachsen-Anhalt. Im örtlichen Denkmalverzeichnis ist die Gedenkstätte unter der Erfassungsnummer 094 85329 als Baudenkmal verzeichnet.
Das Kriegerdenkmal von Nedissen steht an der Hauptstraße. Es wurde vom Bildhauer Knoche aus Kleinpörthen geschaffen und wurde zur Erinnerung an die sieben Gefallenen des Ersten Weltkriegs im Jahr 1923 eingeweiht. Das Kriegerdenkmal ist eine Stele die von einem Eisernen Kreuz gekrönt wird.

## Quelle
- Kriegerdenkmal Nedissen, abgerufen am 22. September 2017.